# Neil Gourley
Neil Gourley, född den 7 februari 1995 i Glasgow, är en brittisk medeldistanslöpare.

## Karriär
Neil Gourley tog silver på 1 500 meter vid europamästerskapen i friidrott inomhus 2023. Vid inomhusvärldsmästerskapen i friidrott 2025 tog han åter silver på samma distans.